# HD 85951
HD 85951は、うみへび座の5等星。フランスの天文学者ジェローム・ラランドが考案したが現在使われていない星座「ねこ座 (Felis) 」の恒星だった。
ねこ座は、現在のうみへび座とポンプ座の間に設けられ、ヨハン・ボーデの『ウラノグラフィア』やアレクサンダー・ジェイミソンの『ジェミーソン星図』にその姿が描かれたが、現在は使われていない。HD 85951は、ボーデの星図では「c星」とされていた。

## 名称
2018年6月1日、国際天文学連合の恒星の命名に関するワーキンググループ (Working Group on Star Names, WGSN) は、Felis を HD 85951の固有名として正式に定めた。